# Cândido de Meneses Pamplona Forjaz de Lacerda
Cândido de Meneses Pamplona Forjaz de Lacerda  (Angra do Heroísmo, Sé, 13 de Agosto de 1901 -  1987) foi um político açoriano.

## Biografia
É o terceiro dos quatro filhos de Jorge Pereira Forjaz de Lacerda (Quinta de Nossa Senhora das Mercês, 13 de Agosto de 1865 - Angra do Heroísmo, Sé, 5 de Fevereiro de 1947), Chefe de Repartição de Finanças de Angra do Heroísmo, neto paterno do 1.º Barão de Nossa Senhora das Mercês e 1.º Visconde de Nossa Senhora das Mercês, e de sua mulher (Angra do Heroísmo, São Mateus da Calheta, 23 de Julho de 1892) Maria do Carmo de Ornelas Bruges Pamplona Corte-Real, sobrinha-bisneta do 1.º Conde de Subserra e 1.º Barão de Pamplona em França e neta materna do 1.º Visconde de Bruges e 1.º Conde da Vila da Praia da Vitória. Foi cunhado de José Bruno Tavares Carreiro.
Licenciado em Filologia Românica pela Faculdade de Letras da Universidade de Lisboa.
Foi Professor e Reitor do Liceu Nacional de Angra do Heroísmo.
Foi Presidente da Delegação Distrital da União Nacional, Deputado à Assembleia Nacional pelo Círculo Eleitoral de Angra do Heroísmo, Presidente da Junta Geral do mesmo Distrito, Presidente da Junta Autónoma dos Portos do mesmo Distrito, Governador Civil do Distrito Autónomo de Angra do Heroísmo de 1944 a 1952.
Foi Presidente do Núcleo Regional da Liga Portuguesa Contra o Cancro, Presidente da Comissão Instaladora da Caixa de Previdência de Angra do Heroísmo, Fundador e Diretor do "Diário Insular" e etc.
Em 6 de Abril de 1988 foi feito Comendador da Ordem do Mérito.
Casou na Capela de Nossa Senhora das Mercês a 27 de Setembro de 1933 com Maria do Livramento de Mesquita de Abreu (Angra do Heroísmo, São Pedro, 8 de Setembro de 1907 - Angra do Heroísmo, São Pedro, 26 de Novembro de 1969), filha de Eduardo Pereira de Abreu, Proprietário, Cônsul de França na Ilha Terceira, Cavaleiro da Ordem Nacional da Legião de Honra de França, Diretor da Caixa Econômica de Angra do Heroísmo e de sua mulher Maria Cecília de Simas e Stuart de Mesquita Pimentel, da qual teve três filhas e dois filhos, entre os quais o mais novo dos varões Jorge Eduardo de Abreu Pamplona Forjaz.